# Barrage de la Tisza
Le barrage de la Tisza ou barrage de Kisköre est une construction comprenant une centrale construite sur la Tisza en Hongrie. Il a créé le lac Tisza.